# Stegelytra alticeps
Stegelytra alticeps är en insektsart som beskrevs av Étienne Mulsant och Claudius Rey 1855. Stegelytra alticeps ingår i släktet Stegelytra och familjen dvärgstritar. Inga underarter finns listade i Catalogue of Life.